# Hakob Mkrtchian
Hakob Mkrtchian (en armenio: Հակոբ Մկրտչյան; Guiumri, 8 de marzo de 1997) es un deportista armenio que compite en halterofilia.
Ganó una medalla de oro en el Campeonato Mundial de Halterofilia de 2019 y tres medallas en el Campeonato Europeo de Halterofilia, entre los años  2019 y 2024.

## Palmarés internacional
| Campeonato Mundial | Campeonato Mundial  | Campeonato Mundial | Campeonato Mundial |
| Año                | Lugar               | Medalla            | Categoría          |
| ------------------ | ------------------- | ------------------ | ------------------ |
| 2019               | Pattaya (Tailandia) | Medalla de oro     | 89 kg              |
| Campeonato Europeo |                     |                    |                    |
| Año                | Lugar               | Medalla            | Categoría          |
| 2019               | Batumi (Georgia)    | Medalla de oro     | 89 kg              |
| 2021               | Moscú (Rusia)       | Medalla de bronce  | 96 kg              |
| 2024               | Sofía (Bulgaria)    | Medalla de oro     | 96 kg              |